# 罗马涅苏莱科特
罗马涅苏莱科特（法語：Romagne-sous-les-Côtes，法語發音：[ʁɔmaɲ su le kot]）是法国默兹省的一个市镇，位于该省北部略偏东，属于凡尔登区。

## 地理
罗马涅苏莱科特（49°19'24"N, 5°28'12"E）面积14.19 平方千米，位于法国大東部大區默兹省，该省份为法国西北部内陆省份，北与比利时接壤，西接马恩省和阿登省，南至上马恩省和孚日省，东临默尔特-摩泽尔省。
与罗马涅苏莱科特接壤的市镇（或旧市镇、城区）包括：阿扎讷和苏马扎讷、肖蒙德旺当维莱、当维莱、芒日耶讷、卢瓦松河畔梅尔勒、维莱莱芒日耶讷。

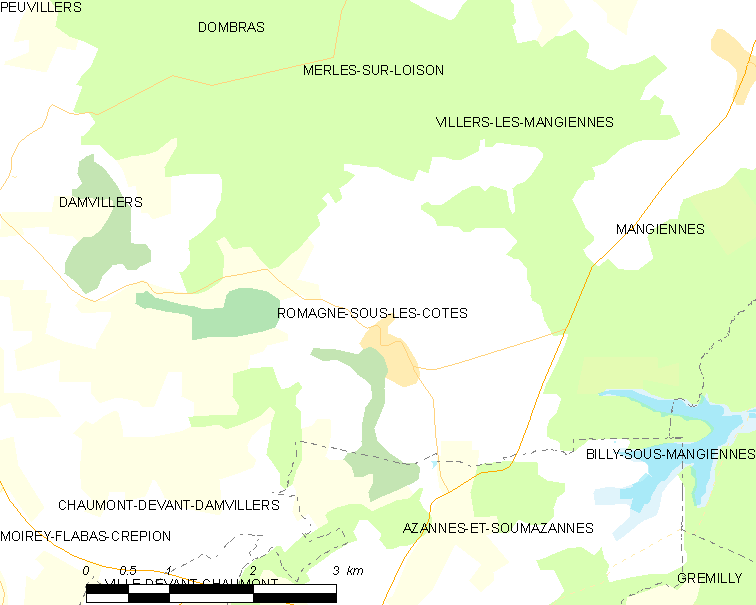
罗马涅苏莱科特的OSM定位图

罗马涅苏莱科特的时区为UTC+01:00、UTC+02:00（夏令时）。

## 行政
罗马涅苏莱科特的邮政编码为55150，INSEE市镇编码为55437。

## 政治
罗马涅苏莱科特所属的省级选区为蒙梅迪县。

## 人口

1962-2008年间罗马涅苏莱科特人口变化图示

罗马涅苏莱科特于2022年1月1日时的人口数量为123人。